# Мікеланджело да Караваджо
Мікеланджело Мерізі да Караваджо (італ. Michelangelo Merisi da Caravaggio, ломб. Michelangiul Merisi dì Caravagg, 29 вересня 1571 — 18 липня 1610) — італійський живописець періоду раннього бароко, засновник європейського реалістичного живопису XVII століття, який працював у Римі між 1592 та 1606, потім у Неаполі і на Мальті. Його життя було настільки ж драматичним, як і його мистецтво (йому довелося залишити Рим після вбивства людини). Він створив могутній стиль, використовуючи контрасти світла й тіні і точно фокусуючись на предметах, іноді використовував драматичне наближення. Він писав з моделей, часто в образах святих і мадон зображуючи простих римлян, людей з вулиць і ринків. Прикладами можуть слугувати «Євангеліст Матвій», товстий, далекий від класичних ідеалів «Вакх з келихом вина», чоловіча модель для «Навернення Савла в апостола Павла» (Санта Марія дель Пополо, Рим), персонажі «Відсічі голови Івана Хрестителя».

## Життєпис

### Відсутність освіти, щоденників, біографа
Історія вивчення життя і творчості Караваджо важка і непроста. Майже всі факти життя художника походять із записів його ворогів. У Караваджо не було прижиттєвого біографа, а про його молоді роки і бандитську поведінку дізналися із судових протоколів. Він ніколи не вів щоденників, не писав листів друзям чи рідним (як Пітер Пауль Рубенс), не створював віршів (як Мікеланджело Буонарроті), не створив якогось трактата про живопис (як його ворог Джованні Бальйоне), нема жодного достовірного допортретного ескіза чи якогось іншого малюнка художника до його картин. Не збережено фактів про день його народження, а дати життя і смерті узято з епітафій, які збирав адвокат Марціо Мілезі, що зберігаються нині у Ватикані. Сучасні перевірки епітафій відкрили в них певні помилки.
Спогад про молодого художника віднайдено в книзі Карела ван Мандера за 1604 рік, але Карел не зустрічався з художником, а лише записав недостовірні перекази інших, серед яких були й італійські джерела.
Про Караваджо можна говорити як про людину без тогочасної освіти, він автодидакт, художник, що навчався самотужки поспіхом, художник, що створив себе сам.

### Ранні роки
Місце народження художника достеменно невідоме. У родині було четверо дітей, один з яких став священником. Батько і мати померли рано, хлопця в майстерню художника влаштував один з братів. Первісне навчання отримав у Мілані у художника Сімоне Петерцано (1540—1596), представника пізнього маньєризму. Від вчителя отримав первісні художні навички, але невеликі, бо ніколи не малював пейзажів, приблизно знав, як робляться фрески (їх майже немає у творчості майстра), мав недоліки в композиціях картин. Маньєризм, як художній стиль, ніяк не відбився у творах Караваджо — ні в композиціях, ні в колориті.
Після отримання своєї долі батьківського спадку, перебрався до Риму. Час справжніх випробувань, гідних хіба що дорослого, прийшов до Караваджо досить рано, ще в підлітковий період.
Юнак бідував, заробляв випадковими замовленнями. Влаштувався у майстерню художника Чезаре д'Арпіно помічником, де малював у його картинах фрукти і квіти .

### Перші впливові меценати
Пощастило молодому художнику з першими, впливовими меценатами лише в Римі. Ними були кардинал Франческо дель Монте і маркіз Вінченцо Джустініані. При дворі кардинала художник отримав житло і гроші, а також перші великі, гідні його обдарування замовлення. Картини Караваджо для каплиці Контареллі в церкві Сан Луїджі деі Франчезі принесли художнику гучну і скандальну славу в Римі. Картина «Обрання апостола Матвія» викликала сенсацію. Подивитись на нову і незвично реалістичну картину збіглися як римські, так і іноземні митці .
Перші роки життя в папській столиці принесли молодому художнику і перше визнання, і дещо скандальну славу вискоченя, і перших серйозних заздрізників. Серед зачеплених і ображених — Федеріко Цуккарі, що в 1590 невдоволено записав в приватному листі про 18-річного суперника :
| Я не дивуюсь, що у Караваджо стільки прихильників і покровителів, бо екстравагантність його характеру і його живопису більш ніж достатня, аби народити ці явища. А наші високі пани, котрі вважають себе тим більшими знавцями, чим більше їх багатство і чим більші їх посади, визнають прекрасним усе, що має відблиски нового і несподіваного [20]. |
Це був етап раннього італійського бароко, котре виростало і формувалось із маньєризму і культивувало усе яскраве, нове і несподіване, що так точно помітив маньєрист Федеріко Цуккарі, помітив і — не зрозумів, що за ним майбутнє.

### Кардинал Франческо дель Монте
Він був не останньою людиною в Римі. Венецієць за походженням, кардинал був, здається, уособленням всіх переваг стану і недоліків доби. Він вивчав музику, фармакологію, живопис, астрономію і механіку, збирав ботанічну і мінералогічну колекції. У палаці кардинала біля площі Навона була значна колекція картин, серед яких твори фламандських, французьких, італійських майстрів. Він був патроном відомого науковця Галілео Галілея. Але серед його палких захоплень — алхімія, жага до створення золота з дешевих матеріалів і пристрасть до хімічних експериментів.
Так сталося, що після смерті кардинала Федеріко Борромео саме йому доручили піклування Академією святого Луки, найкращого римського художнього закладу. Після занепаду академії при Борромео, дель Монте повернув сюди пожвавлення і надії, наново урочисто відкривши заклад 14 листопада 1593 року. Він меценат і покровитель художників, серед яких французи Кассіно даль Поццо, сам Пуссен і італієць Федеріко Цуккарі.

### Могутній спротив Федеріко Цуккарі

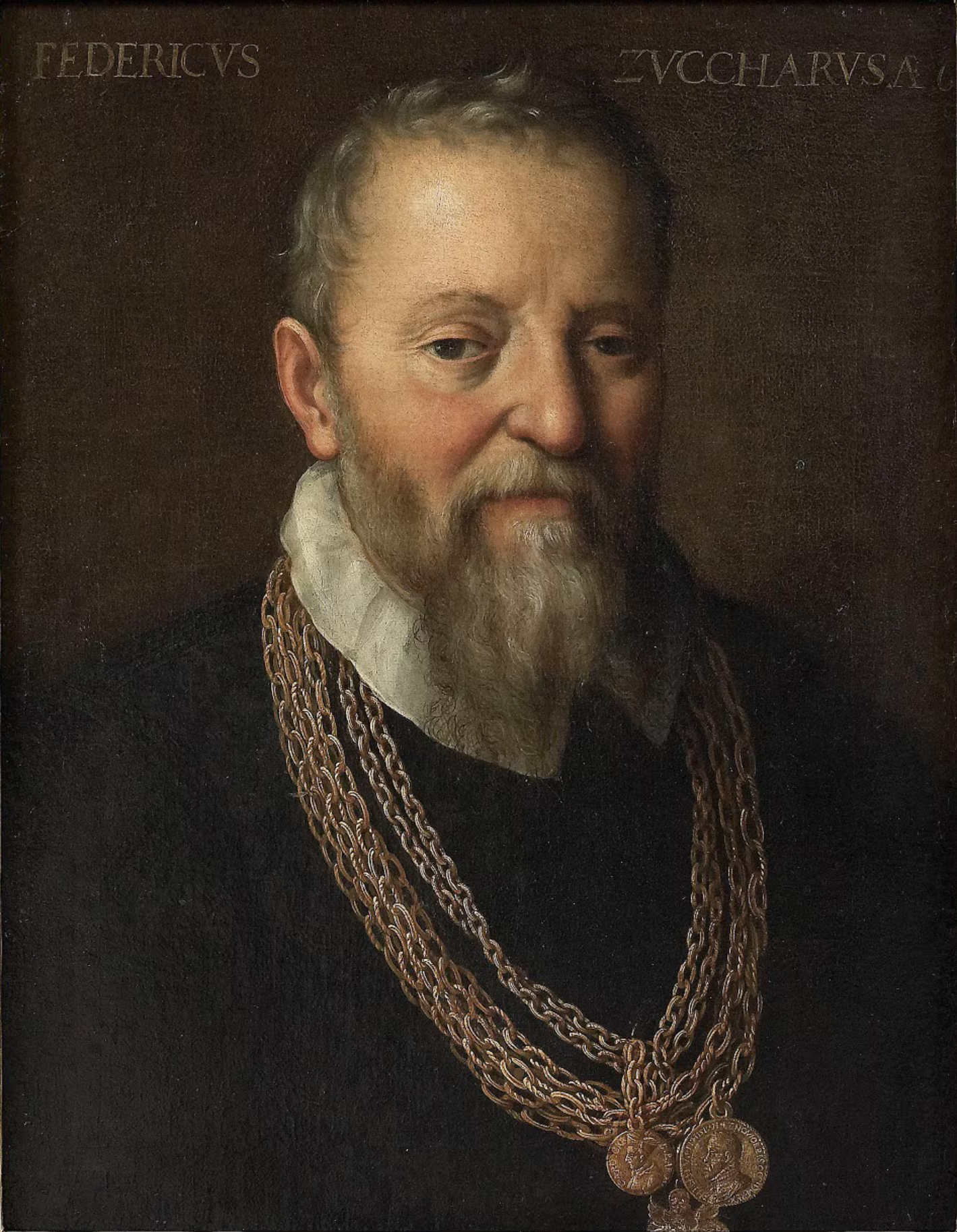
Художниця Феде Галіція. Портрет Федеріко Цуккарі. 1604, галерея Уффіці

Ймовірно, в Римі зав'язався найтрагічніший вузол проблем скандально відомого художника з колегами, вузол, що не був мирно розв'язаний впродовж усього життя Караваджо.
Аби мати офіційне визнання в Римі, Мікеланджело Караваджо розпочав клопотання задля прийому в члени Академії святого Луки. Схвальні рекомендації надали художники Ораціо Джентілескі, Просперо Орсі. Але голова академії, Федеріко Цуккарі, відхилив клопотання і через спротив Цуккарі Караваджо членом художньої гільдії так і не став.
Композиції художника для церкви Сан Луїджі деі Франчезі викликали сенсацію в Римі. Натовп збігався дивитися на них. Були тут і спантеличені успіхом молодого митця художники Риму, серед них і сам Федеріко Цуккарі, офіційній голова Академії святого Луки. Оглянувши твори, Цуккарі оголосив, що не знайшов в картинах нічого нового, окрім впливів художника Джорджоне. Так Цуккарі, ображений успіхом Караваджо та прихильністю до нього декількох багатих замовників, вкотре залучився до ворогів Караваджо, пішов на неблагодійний вчинок, принижуючи авторитет найвідомішого на той час римського художника.
У ХХ столітті завдяки клопотанням істориків і мистецтвознавців повернуто великий авторитет Джорджоне. Венеційця і його твори знали в Римі, але ставились осудливо і несхвально. Бо римські майстри надавали перевагу віртуозному малюнку, фантазійності задуму, орієнтації на давньоримські зразки, взагалі слабко представлених у творчості корифеїв венеційської школи. Порівняння ранніх творів Караваджо з колоритом картин Джорджоне у вустах Цуккарі — не об'єктивність, а спроба ворога отруїти відгук про нього, який добре зрозуміли в тогочасному Римі і отрута якого прихована для читачів ХХІ століття.

### Убивство Рануччо Томассоні. 1606
Один з перших судових позивів Караваджо був за скаргою другорядного художника Джованні Бальйоне. Караваджо та його небезпечні друзі зробили на невдаху Бальоне наклеп, а той ініціював судову справу. Не дивно, що він люто ненавидів талановитого майстра, став його ворогом, засудив і його поведінку і художню манеру (яку тим не менше сам вивчав і використовував). Аби сплюндрувати авторитет Караваджо у нащадків, написав ганебну біографію художника в своїй книзі. Уривок з наклепу Бальоне:
|  | У зв'язку з палким темпераментом Мікеланджело (Караваджо) мав славу розбишаки. То собі трохи шию не зломить, то іншого доведе до смертної небезпеки. І приятелював з такими ж злодіями. Одного разу полаявся з шляхетним молодиком Рануччо Томассоні під час гри в м'яч. Лайка перейшла в бійку зі зброєю. Мікеланджело зробив випад шпагою, поранив того в стегно, від кровотечі той помер. Уся банда втекла з Риму. |

Це свідоцтво ворога Караваджо. Подія підтверджена документами.

### Південна Італія. Вимушені блукання

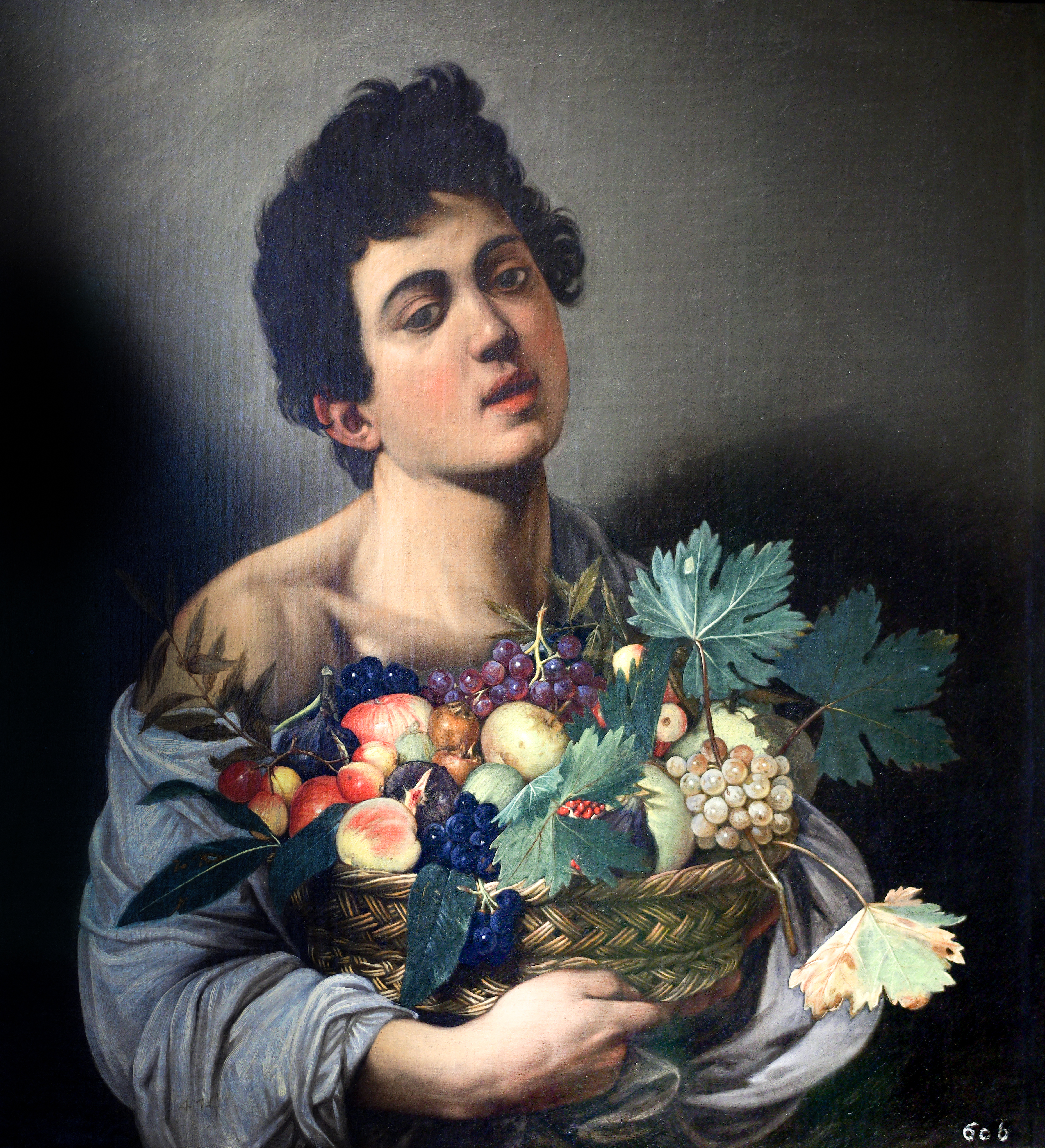
Маріо Мінніті

Після скоєного вбивства, Караваджо втік в Південну Італію, де почалися три роки вимушених блукань. У Південну Італію Караваджо втік до знайомих, серед яких модель його ранішніх картин Маріо Мінніті, сам художник. Це його обличчя посміхається глядачам з картини Караваджо «Юнак з кошиком фруктів».
Мінніті, як модель, зник після 1600. До того ж його зачепив скандал неврівноваженого Караваджо, що в запалі гніву вбив Рануччо Томмазіні (Томмассоні) у 1606. Біограф Маріо записав, що він втік на Сицилію внаслідок скоєного вбивства людини і писав папі римському в надії на пробачення. Відомо, що саме Мінніті надав схованку втікачеві і вбивці Караваджо на Сицилії у 1608—1609, а також допоміг тому отримати замову на образ для церкви, відомий як «Поховання Святої Лючії після тортур».
З важливих подій життя Караваджо цього періоду слід назвати отримання звання лицаря Мальтійського ордену у 1608 і сварку з деким із цих лицарів, після якої вони стали його смертельними ворогами. Смертельна небезпека спонукала Караваджо до втечі з Мальти, а невблаганні вояки наздогнали художника і понівечили йому обличчя.
Дивно, що нещастя і блукання не позначилися негативно на творах художника, а натхнення і творча плодючість останніх років вражають.

### Смерть митця у книзі ворога Бальоне
«Потім він перебрався на Мальту, де мав аудієнцію у великого магістра і намалював його портрет. Високопосадовець надав художнику звання лицаря. Але і там Караваджо полаявся з якимось законником, смертно образив того і потрапив у в'язницю, з якої втік і перебрався на Сицилію, де створив декілька картин в Палермо. Рятуючи своє життя, Мікеланджело повернувся в Неаполь, де його наздогнали лицарі і понівечили йому обличчя до невпізнання. Доведений помстою до відчаю, той забрав своє бідне майно і перебрався на човник, аби морем дістатися Риму в надії на пробачення папи римського Павла V. Про це обіцяв клопотати кардинал Гонзага. На березі Караваджо помилково арештували і потягли у в'язницю. Через дві доби звільнили, але за той час хтось вкрав його човника з майном. У відчаї він бігав на березі у спеку в надії відшукати човник і майно, але все було марно. Художник дістався селища, де захворів на гарячку. Тут, безпорадний і позбавлений допомоги, він і помер по-злодійськи, так само, як жив».
Могила Караваджо не збереглася. З архівних записів відомо, що Караваджо поховали на цвинтарі маленької церкви Сан-Себастьян за міськими мурами портового містечка Порто-Ерколе, де він помер. У 1950-ті роки церкву зруйнували, аби збільшити вулицю і забудову містечка в цей бік. Цвинтар ліквідували, кості померлих викопали і перенесли в просторий склеп. Так зникло поховання художника.

### Патографія Караваджо
Патографія — спроба проаналізувати хвороби особи і їхній вплив на психіку, поведінку і творчість. З надто скупих відомостей біографії Караваджо відомо, що той декілька разів хворів і потрапляв до лікарень. Був випадок, коли на художника впав кінь і він лікував травму. Ще більше уваги слід приділити хворобам, що перебігали з гарячками. Від боліт біля Рима виходила загроза малярії. Можливо, на малярію хворів і Караваджо, а може, і на декілька хвороб водночас, під час вимушених блукань.
Серед несприятливих умов праці художника — солі важких металів, перш за все свинцю та ртуті. Свинець і ртуть входили до складу ґрунтів та фарб художника. Ґрунти з вмістом свинцю використовували й інші художники після смерті Караваджо — не менш ніж 250 років. При отруєнні солями свинцю теж підвищуються дратівливість, виникає психічна нестабільність, розвивається токсичний гепатит і знижується імунітет. Людина стає вразливішою до шкірних інфекцій. В останні дні життя Караваджо якраз мав поранення (невідомі понівечили його обличчя), психічну травму і якусь гарячку.

### Караваджо і два Лонгі
Біографія Караваджо пов'язана з двома особами на прізвище Лонгі.
- Оноріо Лонгі (1569—1619) — знав художника, коли той проживав у Римі. Оноріо був архітектором за фахом, трохи старшим за віком і мав родину й п'ятеро дітей. Але ніщо з цього не утримувало авантюрного Оноріо від ризикованої поведінки і небезпечних вчинків. Саме Оноріо був свідком лайки Караваджо з Томассоні, що закінчилася убивством, скоєним гарячкуватим художником. Оноріо був вимушений покинути папський Рим разом з родиною. Пізніше він прохав папу дарувати йому амністію. Один з синів Оноріо — Гульєльмо Лонгі, пізніше став кардиналом. В описі майна Гульєльмо Лонгі дослідники знайшли спогад про портрет Оноріо Лонгі пензля Караваджо та деякі інші картини художника. Жодну з них не знайдено досі.

- Роберто Лонгі (1890—1970) — вчений, мистецтвознавець і дослідник біографії Караваджо. Здається, в 20 столітті не було в Італії людини, яка б більше знала про гарячкуватого і нещасного Караваджо. Саме Роберто Лонгі належить честь відкриття картин Караваджо раннього періоду творчості.

## Галерея

«Картярі-шулери». 1596. Уодсворт Атенеум. Хартфорд
«Папа римський Урбан VIII»
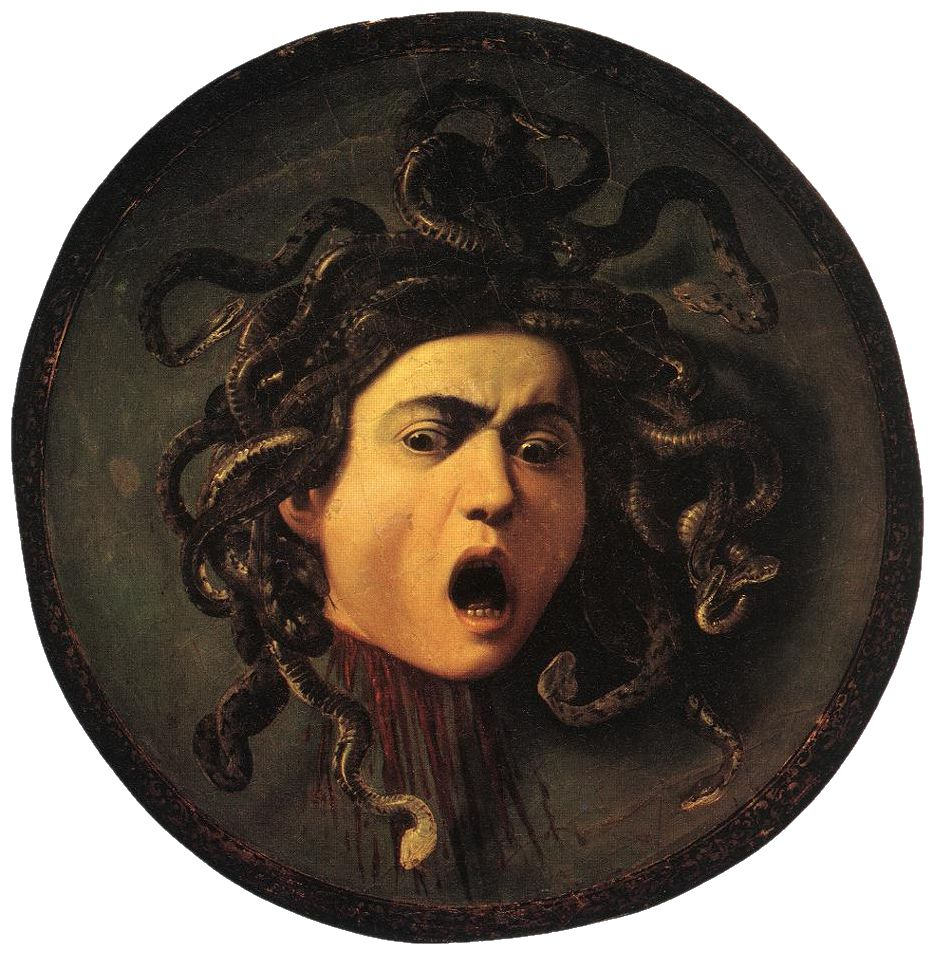
«Медуза Горгона»
- «Катування Христа біля колони», 1607

## Картини
| Картина | Назва                                           | Рік          | Техніка                                | Розміри (см)  | Галерея                                         | Прим. |
| ------- | ----------------------------------------------- | ------------ | -------------------------------------- | ------------- | ----------------------------------------------- | ----- |
|         | Хлопчик, що чистить фрукти                      | близько 1592 | Полотно, олія                          | 64,2 × 51,4   | Колекція Лонгі, Флоренція                       |       |
|         | Хлопчик, що чистить фрукти                      | близько 1593 | Полотно, олія                          | 75,5 × 64,4   | Гемптон-корт, Лондон                            |       |
|         | Хворий Вакх                                     | близько 1593 | Полотно, олія                          | 67 × 53       | Галерея Боргезе, Рим                            |       |
|         | Юнак з кошиком фруктів                          | близько 1593 | Полотно, олія                          | 70 × 67       | Галерея Боргезе, Рим                            |       |
|         | Гадалка                                         | близько 1594 | Полотно, олія                          | 115 × 150     | Капітолійські музеї, Рим                        |       |
|         | Шахраї                                          | близько 1594 | Полотно, олія                          | 94,2 × 131,2  | Музей Кімбелла, Форт-Уерт                       |       |
|         | Музиканти                                       | близько 1595 | Полотно, олія                          | 87,9 × 115,9  | Метрополітен-музей, Нью-Йорк                    |       |
|         | Екстаз святого Франциска                        | близько 1595 | Полотно, олія                          | 93,9 × 49,5   | Атенеум Уодсворта, Хартфорд                     |       |
|         | Хлопчик, укушений ящіркою                       | близько 1596 | Полотно, олія                          | 66 × 49,5     | Лондонська Національна галерея, Лондон          |       |
|         | Лютніст                                         | близько 1596 | Полотно, олія                          | 96 × 121      | Бадмінтон-хаус, графство Глостершир             |       |
|         | Лютніст                                         | близько 1596 | Полотно, олія                          | 94 × 119      | Ермітаж, Санкт-Петербург                        |       |
|         | Лютніст                                         | близько 1596 | Полотно, олія                          | 100 × 126,5   | Метрополітен-музей, Нью-Йорк                    |       |
|         | Кошик з фруктами                                | близько 1596 | Полотно, олія                          | 46 × 64       | Амброзіанська бібліотека, Мілан                 |       |
|         | Вакх                                            | близько 1596 | Полотно, олія                          | 95 × 85       | Уффіці, Флоренція                               |       |
|         | Каяття Магдалини                                | близько 1597 | Полотно, олія                          | 122,5 × 98,5  | Галерея Доріа-Памфілі, Рим                      |       |
|         | Відпочинок на шляху до Єгипту                   | близько 1597 | Полотно, олія                          | 133,5 × 166,5 | Галерея Доріа-Памфілі, Рим                      |       |
|         | Медуза                                          | близько 1597 | Полотно поверх дерев'яного щита, масло | 60 × 55       | Уффіці, Флоренція                               |       |
|         | Портрет куртизанки                              | близько 1597 | Фреска на стелі, олія                  | 66 × 53       | знищена в 1945 році                             |       |
|         | Юпітер, Нептун і Плутон                         | близько 1597 | Фреска на стелі, олія                  | 300 × 180     | Казіно ді Вілла Бонкомпаньї Людовізі, Рим       |       |
|         | Гадалка                                         | близько 1597 | Полотно, олія                          | 99 × 131      | Лувр, Париж                                     |       |
|         | Свята Катерина Олександрійська                  | близько 1598 | Полотно, олія                          | 173 × 133     | Музей Тіссена-Борнеміси, Мадрид                 |       |
|         | Жертвоприношення Ісаака                         | близько 1598 | Полотно, олія                          | 116 × 173     | Колекциія Барбари Піасецкі-Джонсон, Принстон    |       |
|         | Іоанн Хреститель                                | близько 1598 | Полотно, олія                          | 169 × 112     | Толедський собор, Толедо                        |       |
|         | Марта і Марія Магдалина                         | близько 1598 | Полотно, олія                          | 97,8 × 132,7  | Детройтський інститут мистецтв, Детройт         |       |
|         | Портрет Маффео Барберіні                        | близько 1598 | Полотно, олія                          | 124 × 99      | Приватна колекція, Лос-Анджелес                 |       |
|         | Юдита й Олоферн                                 | близько 1598 | Полотно, олія                          | 145 × 195     | Палаццо Барберіні, Рим                          |       |
|         | Давид і Голіаф                                  | близько 1599 | Полотно, олія                          | 110 × 91      | Прадо, Мадрид                                   |       |
|         | Нарцис                                          | близько 1599 | Полотно, олія                          | 110 × 92      | Національна галерея старовинного мистецтва, Рим |       |
|         | Хлопчик, укушений ящіркою                       | близько 1600 | Полотно, олія                          | 65,8 × 52,3   | Фонд Роберто Лонгі, Флоренція                   |       |
|         | Іоанн Хреститель                                | близько 1600 | Полотно, олія                          | 102 × 85,3    | Художній музей, Базель                          |       |
|         | Покликання апостола Матвія                      | близько 1600 | Полотно, олія                          | 322 × 340     | Сан-Луїджі-деі-Франчезі, Рим                    |       |
|         | Мучеництво святого Матвія                       | близько 1600 | Полотно, олія                          | 323 × 343     | Сан-Луїджі-деі-Франчезі, Рим                    |       |
|         | Різдво зі святим Франциском і святим Лаврентієм | близько 1600 | Полотно, олія                          | 268 × 197     | Каплиця Сан-Лоренцо, Палермо                    |       |
|         | Навернення Савла                                | 1600         | Дерево, олія                           | 237 × 189     | Колекція Одескальки Бальби, Рим                 |       |
|         | Розп'яття Святого Петра                         | 1601         | Полотно, олія                          | 230 × 175     | Санта Марія дель Пополо, Рим                    |       |
|         | Навернення святого Павла                        | 1601         | Полотно, олія                          | 230 × 175     | Санта Марія дель Пополо, Рим                    |       |
|         | Натюрморт з квітами і фруктами                  | 1601         | Полотно, олія                          | 105 × 84      | Галерея Боргезе, Рим                            |       |
|         | Вечеря в Еммаусі                                | 1601         | Полотно, олія                          | 139 × 195     | Лондонська Національна галерея, Лондон          |       |
|         | Амур-Переможець                                 | 1602         | Полотно, олія                          | 156 × 113     | Берлінська картинна галерея, Берлін             |       |
|         | Святий Матвій і ангел                           | 1602         | Полотно, олія                          | 232 × 183     |                                                 |       |
|         | Святий Матвій і ангел                           | 1602         | Полотно, олія                          | 292 × 186     | Сан-Луїджі-деі-Франчезі, Рим                    |       |
|         | Іоанн Хреститель                                | 1602         | Полотно, олія                          | 129 × 94      | Капітолійські музеї, Рим                        |       |
|         | Іоанн Хреститель                                | близько 1602 | Полотно, олія                          | 129 × 94      | Галерея Доріа-Памфілі, Рим                      |       |
|         | Невіра святого Хоми                             | близько 1602 | Полотно, олія                          | 107 × 146     | Сан-Сусі, Потсдам                               |       |
|         | Христа беруть під варту                         | 1602         | Полотно, олія                          | 133 × 169     | Національна галерея Ірландії, Дублін            |       |
|         | Жертвоприношення Ісаака                         | 1602         | Полотно, олія                          | 104 × 135     | Уффіці, Флоренція                               |       |
|         | Святе сімейство з Іоанном Хрестителем           | близько 1603 | Полотно, олія                          | 117,5 × 96    | Метрополітен-музей, Нью-Йорк                    |       |
|         | Поховання Христа                                | близько 1603 | Полотно, олія                          | 300 × 203     | Ватиканська пінакотека, Ватикан                 |       |
|         | Коронування терновим вінцем                     | 1603         | Полотно, олія                          | 125 × 178     | Каріпрато Банк, Прато                           |       |
|         | Мадонна Лорето                                  | близько 1604 | Полотно, олія                          | 260 × 150     | Сант Агостіно, Рим                              |       |
|         | Іоанн Хреститель                                | 1604         | Полотно, олія                          | 172,5 × 104,5 | Музей мистецтв Нельсона-Аткінса, Канзас-Сіті    |       |
|         | Іоанн Хреститель                                | близько 1604 | Полотно, олія                          | 94 × 131      | Національна галерея старовинного мистецтва, Рим |       |
|         | Покликання святих Петра та Андрія               | близько 1604 | Полотно, олія                          | 140 × 176     | Хемптон-корт, Лондон                            |       |
|         | Христос на Оливній горі                         | 1605         | Полотно, олія                          | 154 × 222     | Музей Боде, Берлін                              |       |
|         | Се людина                                       | близько 1605 | Полотно, олія                          | 128 × 103     | Палаццо Россо, Генуя                            |       |
|         | Святий Ієронім в задумі                         | близько 1605 | Полотно, олія                          | 118 × 81      | Монсерратський монастир, Барселона              |       |
|         | Святий Ієронім, що пише                         | близько 1605 | Полотно, олія                          | 112 × 157     | Галерея Боргезе, Рим                            |       |
|         | Портрет папи Павла V                            | 1605         | Полотно, олія                          | 203 × 119     | Приватна колекція принца Боргезе, Рим           |       |
|         | Натюрморт з фруктами                            | 1605         | Полотно, олія                          | 87 × 135      | Галерея Боргезе, Рим                            |       |
|         | Мадонна і немовля зі святою Анною               | 1606         | Полотно, олія                          | 292 × 211     | Галерея Боргезе, Рим                            |       |
|         | Успіння Богоматері                              | 1601−1606    | Полотно, олія                          | 369 × 245     | Лувр, Париж                                     |       |
|         | Марія Магдалина в екстазі                       | 1606         | Полотно, олія                          | 106,5 × 91    | Приватна колекція, Рим                          |       |
|         | Святий Франциск в задумі                        | близько 1606 | Полотно, олія                          | 130 × 90      | Пінакотека Міського музею Кремони, Кремона      |       |
|         | Вечеря в Еммаусі                                | 1606         | Полотно, олія                          | 141 × 175     | Пінакотека Брера, Мілан                         |       |
|         | Сім діянь милосердя                             | 1607         | Полотно, олія                          | 390 x 260     | Піо-Монте-делла-Мізерікордія, Неаполь           |       |
|         | Розп'яття святого Андрія                        | 1607         | Полотно, олія                          | 202,5 x 152,7 | Музей мистецтва міста Клівленда, Клівленд       |       |
|         | Давид з головою Голіафа                         | 1607         | Дерево, олія                           | 90,5 × 116    | Музей історії мистецтв, Відень                  |       |
|         | Мадонна із чотками                              | 1607         | Полотно, олія                          | 364,5 × 249,5 | Музей історії мистецтв, Відень                  |       |
|         | Коронування терновим вінцем                     | близько 1607 | Полотно, олія                          | 127 × 165,5   | Музей історії мистецтв, Відень                  |       |
|         | Бичування Христа                                | близько 1607 | Полотно, олія                          | 390 × 260     | Музей Каподімонте, Неаполь                      |       |
|         | Христос у колони                                | близько 1607 | Полотно, олія                          | 134,5 × 175,5 | Музей витончених мистецтв, Руан                 |       |
|         | Соломія з головою Іоанна Хрестителя             | близько 1607 | Полотно, олія                          | 90,5 × 167    | Лондонська Національна галерея, Лондон          |       |
|         | Святий Ієронім, що пише                         | 1607         | Полотно, олія                          | 117 × 157     | Собор Святого Іоанна, Валлетта                  |       |
|         | Портрет Алофа де Віньянкура                     | 1608         | Полотно, олія                          | 195 × 134     | Лувр, Париж                                     |       |
|         | Портрет Фра Антоніо Мартеллі                    | 1608         | Полотно, олія                          | 118,5 × 95,5  | Палаццо Пітті, Флоренція                        |       |
|         | Усікновення Іоанна Хрестителя                   | 1608         | Полотно, олія                          | 361 × 520     | Собор Святого Іоанна, Валлетта                  |       |
|         | Сплячий купідон                                 | 1608         | Полотно, олія                          | 71 × 105      | Палаццо Пітті, Флоренція                        |       |
|         | Іоанн Хреститель                                | 1608         | Полотно, олія                          | 100 × 73      | Приватна колекція Бонелло                       |       |
|         | Благовіщення                                    | 1608         | Полотно, олія                          | 285 × 205     | Музей витончених мистецтв, Нансі                |       |
|         | Поховання святої Лючії                          | 1609         | Дерево, темпера                        | 408 × 300     | Ам Рьомерхольц, Сиракуза                        |       |
|         | Воскресіння Лазаря                              | 1609         | Полотно, олія                          | 380 × 275     | Регіональний музей, Мессіна                     |       |
|         | Поклоніння пастухів                             | 1609         | Полотно, олія                          | 314 × 211     | Регіональный музей, Мессіна                     |       |
|         | Соломія з головою Іоанна Хрестителя             | 1609         | Полотно, олія                          | 116 × 140     | Королівський палац, Мадрид                      |       |
|         | Зубодер                                         | 1609         | Полотно, олія                          | 139,5 × 194,5 | Палаццо Пітті, Флоренція                        |       |
|         | Зречення Святого Петра                          | 1610         | Полотно, олія                          | 94 × 125,4    | Метрополітен-музей, Нью-Йорк                    |       |
|         | Молитва святого Франциска                       | близько 1606 | Полотно, олія                          | 130 × 90      | Національна галерея старовинного мистецтва, Рим |       |
|         | Іоанн Хреститель                                | близько 1610 | Полотно, олія                          | 159 × 124     | Галерея Боргезе, Рим                            |       |
|         | Давид із головою Голіафа                        | близько 1610 | Полотно, олія                          | 125 × 101     | Галерея Боргезе, Рим                            |       |
|         | Іоанн Хреститель                                | 1610         | Полотно, олія                          | 159 × 124     | Приватна колекція, Мюнхен                       |       |
|         | Мучеництво святої Урсули                        | 1610         | Полотно, олія                          | 106 × 179,5   | Палаццо Зеваллос, Неаполь                       |       |

## Кінострічки про Караваджо
- 1941, режисер Гоффредо Алесссандріні, в головній ролі — Амедео Надзарі.
- 1960, режисер Сілверіо Блазі.
- 1986, режисер Дерек Джармен.
- 2007, «Караваджо» італійський біографічний міні-серіал, режисер Анджело Лонгоні.

## Див. також

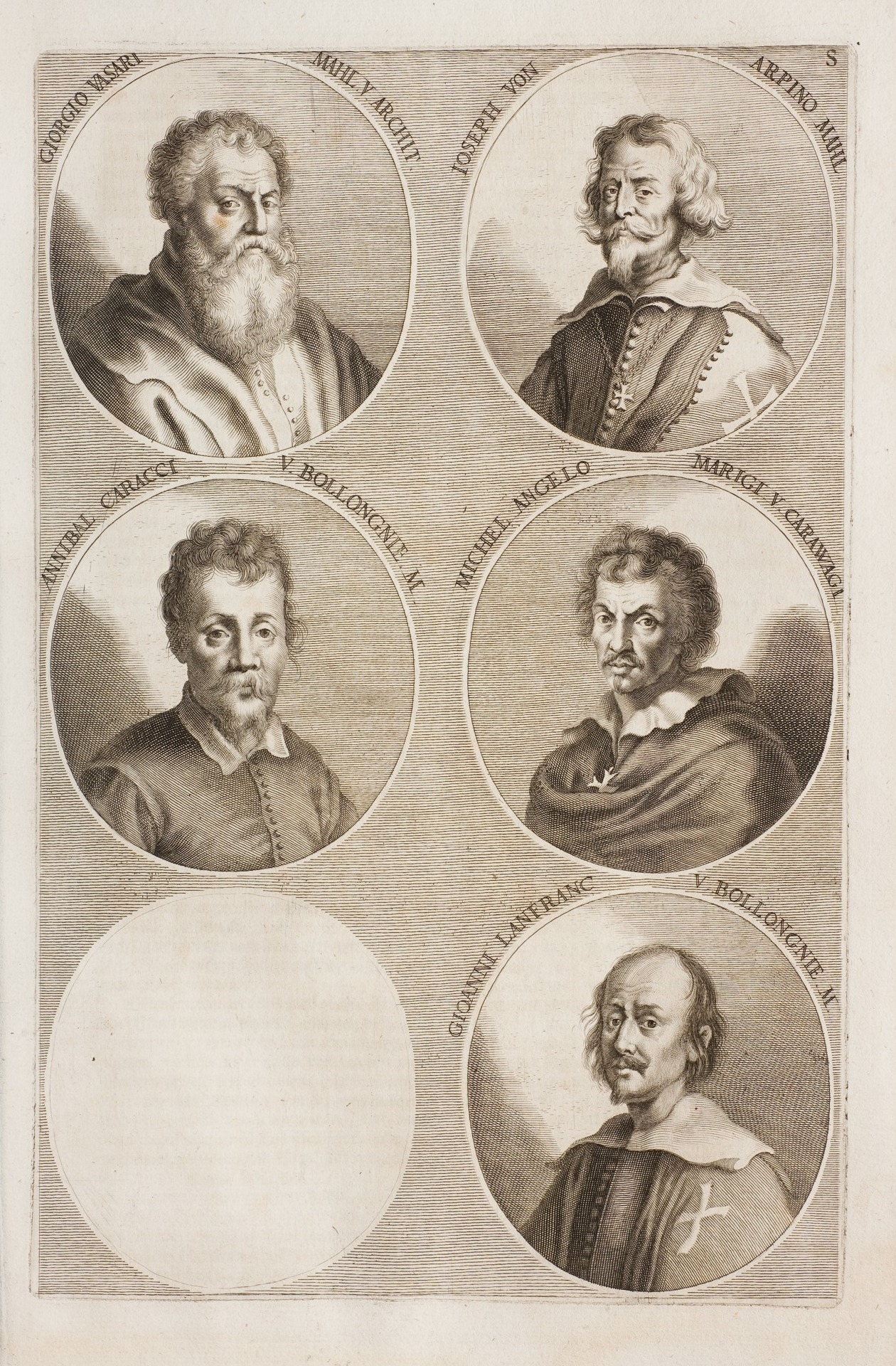
Видання «Німецька академія», аркуш з посмертним портретом Караваджо (середній праворуч), гравюра 1683